# 크리스 카사마사
크리스 카사마사(Chris Casamassa, 1965년 1월 17일 ~ )는 미국의 배우, 텔레비전 배우, 스턴트 배우, 영화배우, 성우이다.
베슬리헴에서 태어났다.

## 영화
- 모탈 컴뱃 (1995년) - 스코피온 역
- 천상의 검 (1985년)